# Damien Alary
Damien Alary (Pompignan, 17 gennaio 1951) è un politico socialista francese.
Viene eletto presidente del Consiglio regionale della Linguadoca-Rossiglione il 29 settembre 2014, mandato che dura fino al 31 dicembre 2015 in seguito al quale la regione converge insieme a Midi-Pirenei a formare la macroregione attuale dell'Occitania. Di quest'ultima viene eletto Vice Presidente delegato alle attrattive regionali nel 4 gennaio 2016.

## Biografia
Originario di una famiglia di viticoltori e olivicoltori pompignanese, perde sua madre in età precoce.
È sposato ed ha un figlio di nome Yannick, il quale esercita la professione di notaio ad Alès.
Si dichiara cattolico, "come lo sono tutti a Pompignan" (« comme tout le monde l'est à Pompignan »).